# Eduardo Fiorillo
Eduardo Fiorillo (Verona, 2 novembre 1959) è un imprenditore, giornalista e regista italiano.

## Biografia
Fonda nel 1985 Match Music, società dedicata alla produzione di programmi televisivi sulle maggiori reti nazionali. Da questo progetto nasce nel 1997 Match Music, il primo canale all-music italiano per il digitale. Nel 2000 con la collaborazione tecnica di Infostrada Match Music diventa la prima Web Tv italiana e con il portale Jumpy nel 2001 crea la prima Web radio in Italia: JJRadio.
Nel 2003, crea VJ Television primo canale all-music per il digitale terrestre. L'esperimento però dura pochi mesi e viene chiuso nei primi mesi del 2004.
Ha realizzato 20.000 ore di produzioni, firmato importanti eventi ed è autore di numerosi format per le maggiori reti nazionali. Irregular Station Rai 2 , My Compilation Rai 2, Borderline Rai 2.
Ha prodotto e a volte diretto oltre 200 Videoclip musicali, alcuni come Vespa 50 dei Lunapop che hanno avuto vari riconoscimenti.
Nel 2004, lascia la presidenza di Match Music e diventa regista teatrale, esordendo con "Cyrano se vi pare...", di e con Massimo Fini. Nel giugno del 2005, dalla rappresentazione viene tratto il libro Massimo Fini è Cyrano.
Sempre con Massimo Fini fonda il movimento politico e culturale MovimentoZero.